# Alessandro Bossalini
Alessandro Bossalini (Piacenza, 17 giugno 1974) è uno schermidore italiano, specializzato nella spada. Ha vinto una medaglia di bronzo ai Campionati europei di scherma.
Maestro di Staff Nazionale Italiana Assoluti di spada e presidente del circolo della scherma Pettorelli di Piacenza

## Palmarès

### Risultati élite
In carriera ha ottenuto i seguenti risultati:
Mondiali militari
Individuale
A squadre
- Oro nella spada a  Schaarsbergen 1997

Europei
Individuale
A squadre
- Bronzo nella spada a Bourges 2003

Universiadi
Individuale
A squadre
- Argento nella spada a Pechino 2001

Coppa del mondo
Classifica individuale
- 1993-1994 -  nella classifica generale della spada
- 2004-2005 - 7º classificato nella classifica generale della spada

Classifica a squadre
Prove individuali
- 2
- 7 podi

Prove a squadre
Campionati italiani
Individuale
- Oro nella spada a Torino 2006

A squadre
- Oro nella spada a Livorno 2001
- Oro nella spada a Roma 2003
- Oro nella spada a Padova 2004
- Oro nella spada a Udine 2005
- Oro nella spada a Torino 2006
- Bronzo nella spada a Napoli 2007
- Bronzo nella spada a Jesi 2008

### Risultati giovani
Mondiali giovanili
Individuale
A squadre
- Argento nella spada a Città del Messico 1994

- 2 volte Campione Italiano Under 20
- Medaglia d'oro in Coppa Europa di Clubs, Heidenheim 2006
- Best ranking mondiale stagione 2004-2005 7º posto

## Riconoscimenti
- Miglior sportivo piacentino 2006
- Cittadinanza Onoraria del Comune di Farini (Piacenza) 2004
- Medaglia di bronzo al valore atletico